# 26459 Shinsubin
26459 Shinsubin è un asteroide della fascia principale. Scoperto nel 2000, presenta un'orbita caratterizzata da un semiasse maggiore pari a 2,2889416 UA e da un'eccentricità di 0,0975866, inclinata di 7,02515° rispetto all'eclittica.